# Virpi Sinikka Niemelä
Virpi Sinikka Niemelä (Helsinki, 26 de diciembre de 1936 - Argentina, 18 de diciembre de 2006) fue una astrónoma finlandesa que vivió la mayor parte de su vida en Argentina.

## Biografía
Nació en Helsinki, Finlandia. Sus padres emigraron a Argentina con seis de sus hijos, ya que la séptima nació en Buenos Aires, donde llegaron el 8 de enero de 1952, cuando Virpi acababa de cumplir 15 años. Al cabo de medio año regresó a Finlandia para proseguir con sus estudios secundarios, los cuales no termina, ya que regresa a Argentina dos años después. En el verano de 1954 su familia se muda a la ciudad de Tandil (provincia de Buenos Aires), donde comienza a tomar clases de castellano para poder seguir con sus estudios. Es así como en dos años cursa los tres últimos de la secundaria, y al finalizar sus estudios ingresa a la Universidad Nacional de La Plata para estudiar ingeniería química. Poco después estudia paralelamente astronomía en la Facultad de Ciencias Astronómicas y Geofísicas (ver Observatorio Astronómico de La Plata). Cuatro años después abandona ingeniería química al sentirse discriminada por ser mujer, ya que una empresa química la había seleccionado por sus méritos para ocupar un cargo creyendo que se trataba de un hombre, pero terminaron rechazándola una vez que se presentó y se dieron cuenta del error.
Fue estudiante del astrónomo argentino Jorge Sahade, obteniendo el doctorado en 1974. Se dedicó al estudio de las interacciones entre estrellas binarias masivas, incluyendo las estrellas de Wolf-Rayet. Solía decir que:

Sólo se puede confirmar que una estrella masiva es una binaria, pero nunca que no lo es.

### Trabajo en el CONICET

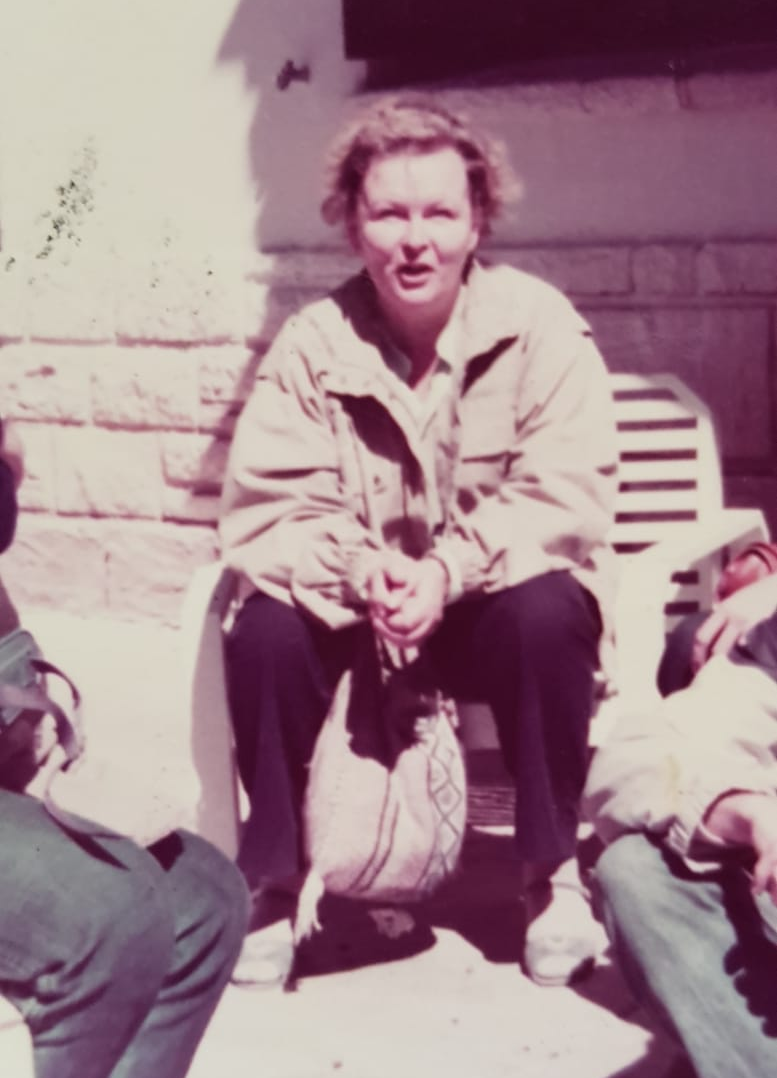
Virpi Niemela, Calingasta, 1984

No fue apreciada por los directores durante la última dictadura militar en Argentina y fue depuesta de su posición de investigadora del CONICET y profesora de la Universidad Nacional de La Plata en 1979. Una vez más se sobrepuso y continuó trabajando en astronomía por su cuenta. Cuando la situación política se aclaró, logró un puesto en la Comisión de Investigaciones Científicas de la Provincia de Buenos Aires (CIC), que mantuvo hasta su fallecimiento. El Instituto de Astronomía y Física del Espacio (IAFE) de Buenos Aires la reclutó como parte de su plantilla de investigación. Trabajó allí durante una década, hasta que se mudó a la ciudad de La Plata para ser profesora en la Facultad de Ciencias Astronómicas y Geofísicas. Allí fue nombrada profesora emérita en 2005.
Dedicó su vida profesional al estudio de las estrellas masivas, especialmente de las estrellas de Wolf-Rayet, en cuyo campo tuvo una actividad muy destacada. Trabajó en la determinación de masas estelares en sistemas binarios, habiendo descubierto y analizado las órbitas espectroscópicas de muchos sistemas binarios con componente de tipo WR en el hemisferio sur, utilizando en muchísimos trabajos datos del CASLEO (Complejo Astronómico El Leoncito), del que fue una entusiasta usuaria y defensora. Analizó también los vientos estelares de estas estrellas y su interacción con el medio interestelar circundante.

## Publicaciones
Publicó más de cien trabajos en revistas internacionales con arbitraje y 140 en actas de congresos nacionales e internacionales. Fue invitada a presentar sus resultados y "puestas al día" de su tema en diversos simposios internacionales y en asambleas generales de la Unión Astronómica Internacional (IAU). Actuó también como árbitro en muchos trabajos publicados en revistas internacionales y fue miembro del comité editorial de la Revista Mexicana de Astronomía y Astrofísica entre 1997 y 2001.
Entre sus contribuciones más importantes se cuenta el estudio del espectro de la supernova 1983K antes de alcanzar su máximo de luz.

## Carrera académica
Fue directora de quince tesis de licenciatura y de cinco tesis doctorales, habiendo contribuido en la formación científica de más de 15 becarios. Su importante rol en la astronomía argentina se evidenció también a través de su trabajo en diversas comisiones asesoras en organismos de Ciencia y Técnica. Durante el período 1993-1996, además, fue vicepresidente de la Asociación Argentina de Astronomía.

## Premios y reconocimientos

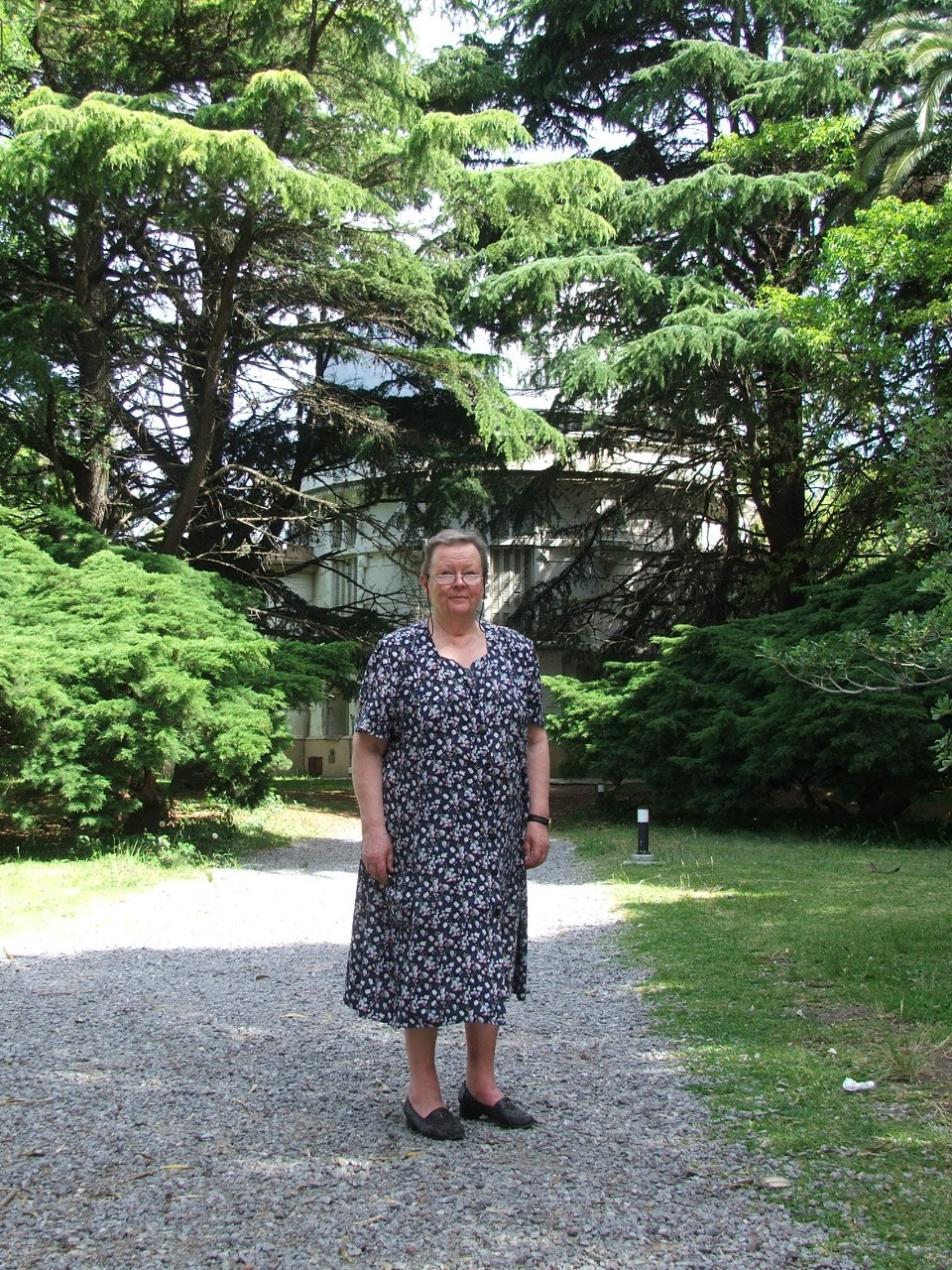
Virpi Niemela en los jardines del Observatorio Astronómico de La Plata, poco antes de la reunión de Cariló

Por sus méritos científicos, fue elegida miembro de la Academia Nacional de Ciencias Exactas, Físicas y Naturales de Buenos Aires en el 2000, siendo la segunda mujer en ser miembro de esta academia. Se hizo merecedora de importantes premios científicos, entre ellos, el Premio Carlos Varsavsky (1998) en Astronomía otorgado por la Academia Nacional de Ciencias Exactas, Físicas y Naturales y el Premio Konex de Platino en 2003 (un importante galardón de la ciencia argentina, siendo la primera mujer en recibirlo). También fue elegida Mujer del año por el diario Clarín en 2003.
Entre el 11 y 14 de diciembre de 2006, se llevó a cabo en Cariló, provincia de Buenos Aires, un seminario sobre estrellas masivas en celebración de su cumpleaños número 70, en honor a la investigadora por su reconocida trayectoria en la astronomía.
En la apertura de la reunión, la doctora Stella Malaroda, investigadora del Complejo Astronómico El Leoncito (CASLEO), dio a conocer a través de una emotiva carta que el asteroide (5289) Niemela llevaría su nombre.
Durante la reunión, el secretario cientíﬁco de la Real Sociedad Astronómica del Reino Unido, Dr. Ian Howarth, le comunicó personalmente que había sido nombrada miembro de dicha sociedad en su reunión del 7 de noviembre de 2006, en reconocimiento a su contribución en la astrofísica. Pocos días después, falleció a consecuencia de un cáncer de mama.
Sus compañeros de trabajo e investigadores destacaron el papel inspirador que jugó entre sus semejantes, en particular en la lucha por los derechos de la mujer dentro de la comunidad científica.